# Adele Astaire
Adele Astaire, ursprungligen Adele Marie Austerlitz, född 10 september 1896 i Omaha, Nebraska, död 25 januari 1981 i Scottsdale, Arizona, var en amerikansk dansare och underhållare. Hon var Fred Astaires äldre syster och hans partner i en 27-årig karriär inom vaudeville- och teatervärlden. Deras samarbete som underhållare började när hon var åtta och han fem år gammal.

## Biografi

### Tidiga år
Adele Astaire föddes som Adele Marie Austerlitz i Omaha, Nebraska. Hon var dotter till Johanna "Ann" Austerlitz (född Geilus), en lutheran av tysk börd, och Frederic "Fritz" Emanuel Austerlitz, en katolsk bryggare född i Wien. Adele Astaire växte, liksom sin yngre bror, upp som medlem av Episkopalkyrkan i USA.
En skollärare föreslog till föräldrarna att de två barnen borde utveckla sin uppenbara talang på scenen. Rådet gjorde att familjen flyttade till New York, även om fadern i familjen återvände till Omaha för arbetets skull. Adele, Fred och deras mor bodde på pensionat, medan barnen började studera på skolan Alviene Master School of the Theatre and Academy of Cultural Arts. De bytte samtidigt till det mer amerikanskt klingande 'Astaire', efter att ha testat olika varianter av det ursprungliga familjenamnet.

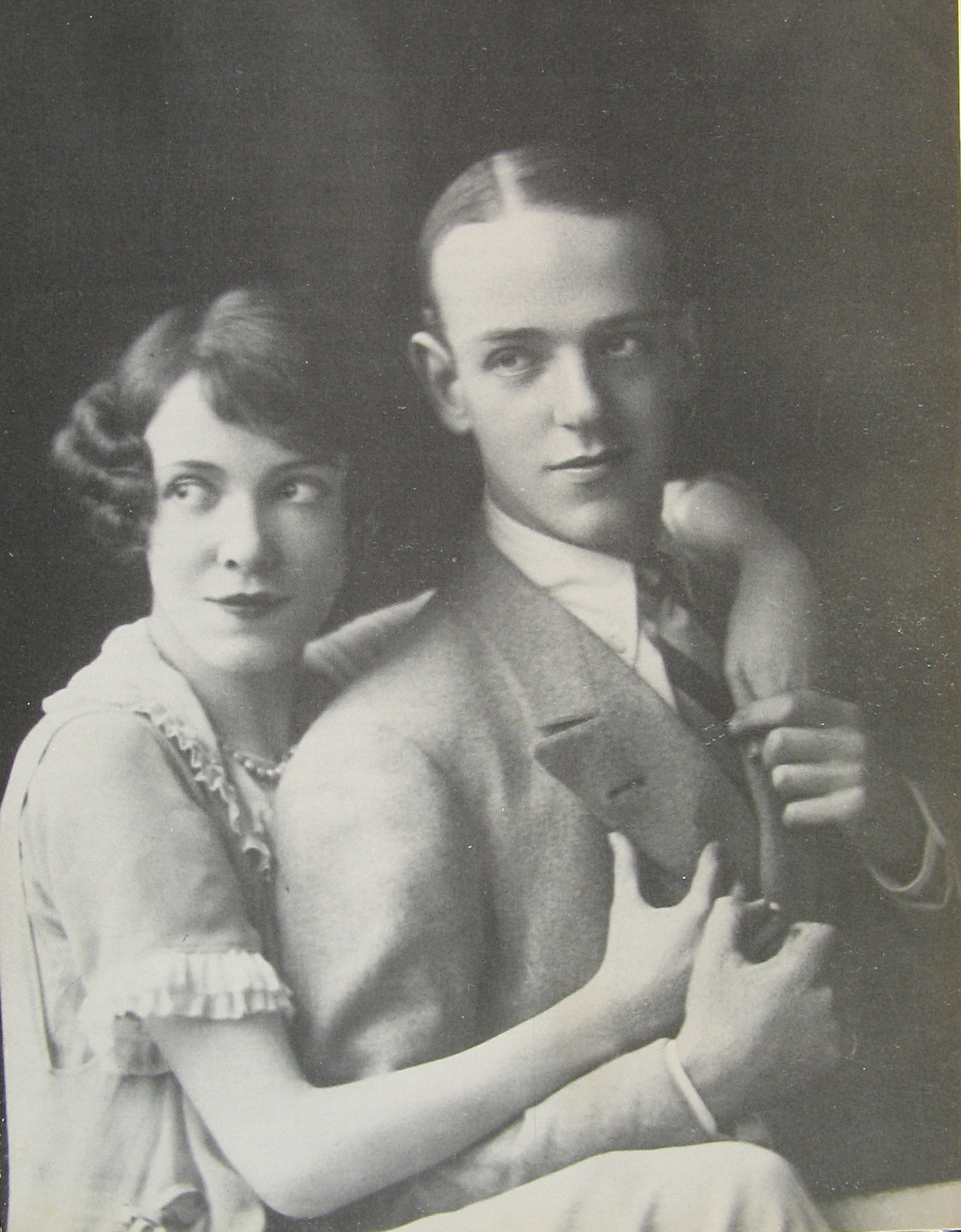
Adele och Fred Astaire, 1919.

### Framgångsrikt syskonpar
1905 bildade Adele Astaire en framgångsrik vaudeville-ensemble tillsammans med sin yngre bror Fred. 1917 – när Adele var 21 och Fred 18 – utvecklade de det hela till en vuxen variant som de därefter lanserade på Broadway och, från 1923, på scen i London. Adele var med sin karisma den större stjärnan av de två, och hon blev den brittiska kungafamiljens särskilda favorit. J. M. Barrie erbjöd henne att spela i rollen som Peter Pan, men kontraktsskäl tvang henne att tacka nej till erbjudandet.
När duon återvänt till New York framträdde de i bröderna Gershwins första Broadwayuppsättning Lady, Be Good, följt av Funny Face. De två uppsättningarna gjorde succé i både USA och London.

### Syskonen går skilda vägar
När Fred Astaires Hollywoodkarriär började ta fart, funderade Adele 1935 på att delta i en musikalfilm. Hon besökte Hollywood och framträdde januari 1936 i Music Variety Show, samtidigt som hon erkände att hennes brors nyvunna stjärnstatus påverkade henne. Det var Fred som alltid stått för den kreativa kraften i syskonparets karriär ihop.

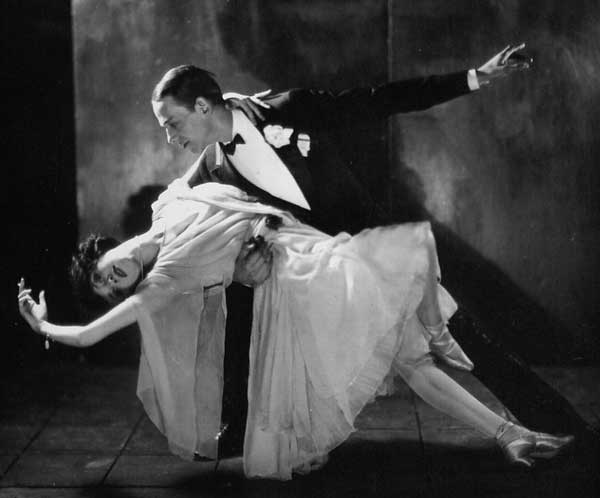
Adele tillsammans med sin bror Fred Astaire, 1921.

1937 påbörjade Adele en filminspelning i England tillsammans med Jack Buchanan och Maurice Chevalier, men hon drog sig efter endast två dagars filmande ur det hela. Hon kommenterade senare det hela med orden "Jösses, om min bror Fred ser det här är det ajöss med mig". Det finns ingen känd filminspelning med Adele (förutom en kort sekvens på några sekunder), men hon gjorde åtta ljudinspelningar – alla sångduetter med antingen Fred, George Vollaire eller Bernard Clifton.

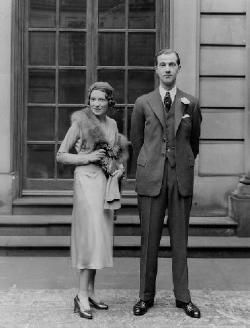
Adele Astaire 1932, på bild tillsammans med Lord Charles Cavendish.

### Giftermål och senare liv
9 maj 1932, efter en framgångsrik tid ihop med Fred i Broadwayrevyn The Band Wagon (1931), drog sig Adele Astaire tillbaka från scenen. Samtidigt gifte hon sig med lord Charles Cavendish, son till den nionde hertigen av Devonshire, och flyttade till Irland där de bosatte sig på Lismore Castle. Hon fick tre barn – en dotter 1933 samt två tvillingpojkar 1935 (vilka båda dog strax efter födseln). Efter sitt giftermål bar hon titeln Lady Charles Cavendish, vilket vid sociala tillställningar innebar att hon kallades Lady Charles.
Hennes make dog 1944, vid 38 års ålder, på grund av långvarig alkoholism. Efter sin första makes död avböjde hon ett erbjudande från Irving Berlin om att återvända till scenen i musikalen Annie Get Your Gun.
20 april 1947 gifte sig Adele Cavendish med överste Kingman Douglass, en amerikansk finansman och flygofficer som även var en hög chef inom CIA. Han avled 1971.
Till skillnad från sin yngre bror var Adele en riktig sällskapsmänniska och roade sig med olika uppträden inför både vänner och obekanta.

## Utmärkelser och eftermäle
Fred och Adele Astaire invaldes 1972 i American Theater Hall of Fame.
Adele Astaire dog 1981 på Scottsdale Memorial Hospital i Scottsdale (Arizona), efter en stroke. Hon var då 84 år. Hon ligger begravd på Oakwood Memorial Cemetery i Chatsworth i Kalifornien. Gottlieb Storz Mansion i Omaha har på översta våningen en "Adele and Fred Astaire Ballroom", vilket är det enda minnesmärket över syskonparets Omaharötter.
På inrådan av Roddy McDowall donerade Astaire sina papper och minnessaker – vilket rörde sig om ett antal lådor – till Howard Gotlieb Archival Research Center vid Boston University.